# Lysá nad Labem
Lysá nad Labem (tysk: Lissa an der Elbe) er en by i Nymburk-distriktet i Centralbøhmen i Tjekkiet. Den har næsten 9000 indbyggere, og ligger i et lavlands- og landbrugsområde ved floden Elben. Byens historiske centrum har siden 2003 haft status som "Byens seværdighedsområde".
Byen nævnes første gang i Cosmas af Prags krønike Chronica Boëmorum fra 1100-tallet. Der stod en fæstning på stedet, som var et af de vigtige slaviske centre på det tidspunkt. I 1200-tallet blev der opført en borg of byen blev ejet som medgift af bøhmiske dronninger indtil Huset Luxemburgs regeringstid. Fra 1291 kommer et bevis for Lysás stilling som en by i form af et charter udstedt af dronning Guta (Judith af Habsburg), hustru til kong Václav II., som forenede området til én økonomisk enhed.
I de følgende århundreder udviklede byen sig videre; der blev især bygget landsbrugsbygninger. I 1500-tallet blev der opført en kirke (som senere i 1737 blev revet ned ved opbygningen af et kloster), og borgen blev ombygget til et renæssanceslot. I 1558 opstod der en stor brand i byen, og takket være den og Trediveårskrigen kom Lysá ind i en stagnationsperiode. Byen begyndte at rejse sig igen i slutningen af det 17. århundrede, da Johann von Sporck, og derefter hans søn Franz Anton von Sporck, blev ejerne. Dette var en periode med enorm opblomstring og mange store ændringer i byen, som begyndte at ligne en af de aristokratiske residensbyer. De mange monumenter i barokstil, som findes i og omkring Lysá, stammer fra dette tidsrum: slottets ombygning til et barokslot, slotsparken med allegoriske statuer, det augustinske kloster, den nye Johannes Døbers kirke, osv. I 1751 var der endnu en brand i byen.
I det 19. århundrede blev Lysá et vigtigt jernbaneknudepunkt ved anlægget af en ny jernbanelinje i 1874. Byen fortsatte med at udvikle sig indtil 2. Verdenskrig.
I dag er Lysá berømt især for sin væddeløbsbane og sit udstillingscenter, hvor der året rundt holdes forskellige udstillinger. Mange af dem er landbrugs- og husdyrbrugsorienterede. Lysá nad Labem er også kendt som Bedřich Hroznýs fødeby. Denne tjekkiske orientalist, som blev berømt for tydningen af hittitternes sprog, har sit eget museum her. Mens slotsparken i dag er tilgængelig for offentligheden, er slottet det ikke, da det siden 1961 har været brugt som plejehjem.